# Clynotis knoxi
Clynotis knoxi är en spindelart som beskrevs av Forster 1964. Clynotis knoxi ingår i släktet Clynotis och familjen hoppspindlar. Inga underarter finns listade i Catalogue of Life.